# Tartus (provins)

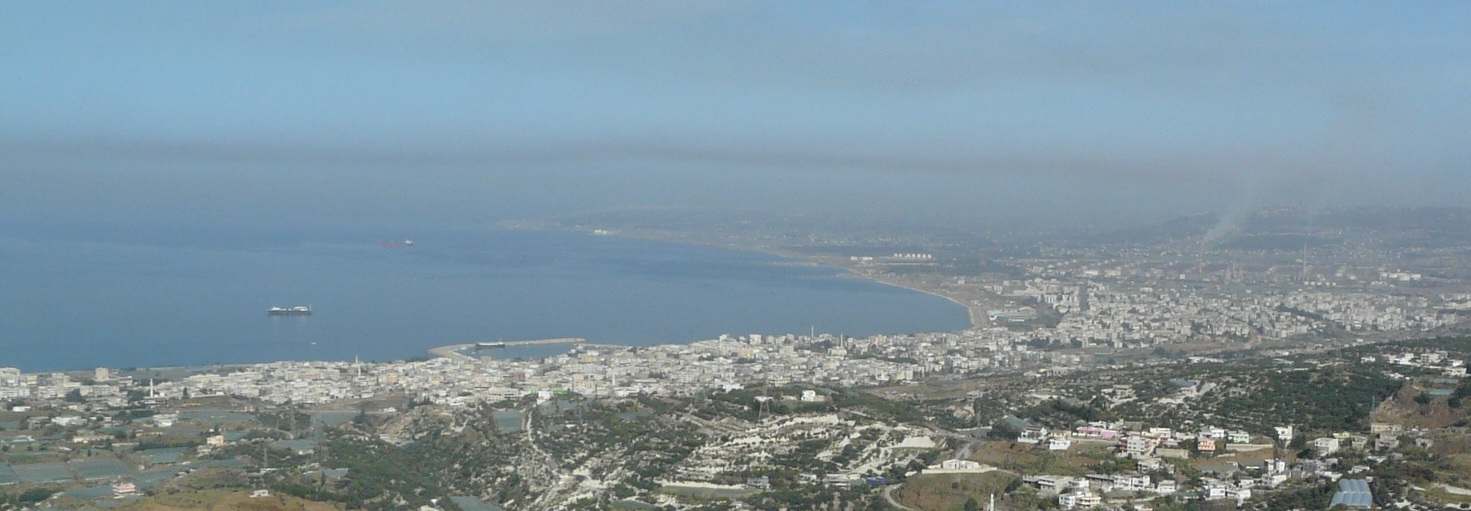
Hamnen i Baniyas, 2010.

Tartus (arabiska: طرطوس) är en provins i västra Syrien, med gräns mot Libanon i söder och kust mot Medelhavet i väster. Den administrativa huvudorten är Tartus. Befolkningen uppgick till 762 000 invånare i slutet av 2008, på en yta av 1 896 kvadratkilometer. De största städerna är Tartus och Baniyas. 

## Administrativ indelning
Provinsen är indelad i fem distrikt, mintaqa:
- Baniyas
- Duraykish
- Safita
- ash-Shaykh Badr
- Tartus